# Distrito electoral local 19 de Chihuahua
El Distrito electoral local 19 de Chihuahua es uno de los 22 Distritos Electorales en los que se encuentra dividido el territorio del estado de Chihuahua. Su cabecera es Delicias.
Desde el proceso de redistritación de 2022 abarca únicamente el Municipio de Delicias.

## Distritaciones anteriores

### Distritación de 1997
En 1997 este distrito fue introducido, teniendo como cabecera la Ciudad de Chihuahua, abarcando la zona centro de la ciudad.

### Distritación de 2012
Para 2012 el distrito continuó abarcando la misma zona que abarcaba anteriormente, con cabecera en Chihuahua.

### Distritación de 2015
Entre 2015 y 2022, el distrito pasó a tener cabecera en Delicias, abarcando los municipios de Delicias y Rosales.

## Diputados por el distrito
| Diputado                          | Grupo parlamentario | Legislatura | Periodo     | Cabecera distrital Según cada distritación |
| --------------------------------- | ------------------- | ----------- | ----------- | ------------------------------------------ |
| Sergio Antonio Martínez Garza     |                     | LIX         | 1998 - 2001 | Chihuahua                                  |
| Alejandro Domínguez Domínguez     |                     | LIX         | 2001        | Chihuahua                                  |
| Martha Laguette Lardizábal        |                     | LX          | 2001 - 2003 | Chihuahua                                  |
| Jesús Baca Gándara                |                     | LX          | 2003 - 2004 | Chihuahua                                  |
| Manuel Narváez Narváez            |                     | LXI         | 2004 - 2007 | Chihuahua                                  |
| Antonio López Sandoval            |                     | LXII        | 2007 - 2010 | Chihuahua                                  |
| Diana Legarda Sáenz               |                     | LXII        | 2010        | Chihuahua                                  |
| Fernando Mendoza Ruiz             |                     | LXIII       | 2010 - 2013 | Chihuahua                                  |
| Ana Gómez Licón                   |                     | LXIV        | 2013 - 2016 | Chihuahua                                  |
| Jesús Valenciano García           |                     | LXV         | 2016 - 2018 | Delicias                                   |
| Jesús Valenciano García           |                     | LXVI        | 2018 - 2021 | Delicias                                   |
| Roberto Marcelino Carreón Buitrón |                     | LXVII       | 2021 -      | Delicias                                   |

## Resultados Electorales

### 2016
|  | 41.75 % |

|  | 29.02 % |

|  | 7.19 % |

|  | 1.94 % |

|  | 2.07 % |

|  | 2.53 % |

|  | 8.49 % |

|  | 3.45 % |

|  | 0.08 % |

|  | 3.49 % |

|  | 100.00 % |

### 2013
|  | 43.51 % |

|  | 37.00 % |

|  | 2.52 % |

|  | 3.69 % |

|  | 3.08 % |

|  | 3.94 % |

|  | 0.24 % |

|  | 6.02 % |

|  | 100.00 % |

### 2010
|  | 37.79 % |

|  | 52.53 % |

|  | 2.50 % |

|  | 1.39 % |

|  | 1.46 % |

|  | 0.17 % |

|  | 4.16 % |

|  | 100.00 % |

### 2007
|  | 49.51 % |

|  | 42.93 % |

|  | 2.00 % |

|  | 1.08 % |

|  | 2.18 % |

|  | 0.39 % |

|  | 0.03 % |

|  | 1.88 % |

|  | 100.00 % |

### 2004
|  | 50.15 % |

|  | 47.27 % |

|  | 0.01 % |

|  | 2.57 % |

|  | 100.00 % |

### 2001
|  | 43.06 % |

|  | 45.72 % |

|  | 2.18 % |

|  | 1.63 % |

|  | 3.64 % |

|  | 0.46 % |

|  | 1.56 % |

|  | 0.01 % |

|  | 1.56 % |

|  | 100.00 % |

### 1998
|  | 42.87 % |

|  | 46.00 % |

|  | 4.77 % |

|  | 0.51 % |

|  | 0.54 % |

|  | 3.79 % |

|  | 0.03 % |

|  | 1.50 % |

|  | 100.00 % |